# NN-213
La carretera NN-213 es una vía departamental secundaria del departamento de Rivas, en el suroeste de Nicaragua. Se trata de una ruta corta pero estratégica, que conecta el Empalme Belén (a la altura del km 102 de la carretera NIC-4) con el centro urbano de Belén. Fue inaugurada en 2024 como parte del mejoramiento vial rural.

## Trazado y cruces
La siguiente tabla muestra las principales localidades y conexiones por donde transita la NN-213:
| km   | Localidad     | Departamento | Conexión / Ruta |
| ---- | ------------- | ------------ | --------------- |
| 0.0  | Empalme Belén | Rivas        | NIC 4           |
| 0.69 | Belén         | Rivas        |                 |

## Coordenadas
Uno de los tramos de la NN-213 puede ser encontrado en las coordenadas: 11°30′17″N 85°48′19″O / 11.5047, -85.8053